# Christian Niccum
Christian Niccum (ur. 27 stycznia 1978 w Minneapolis, Minnesota, Stany Zjednoczone) – amerykański saneczkarz, startujący w konkurencji dwójek.
Startował na Igrzyskach w Turynie. W konkurencji jedynek zajął 23. miejsce.
Startował na Igrzyskach w Vancouver. W konkurencji dwójek, razem z Donem Joyem, zajął 6. miejsce.